# Сосницька Пелагія Митрофанівна
Пелагі́я Митрофа́нівна Сосни́цька (1906 , Олександрівка, Олександрівська волость, Павлоградський повіт, Катеринославська губернія, Російська імперія  — невідомо ) — українська радянська діячка, завідувач молочно-тваринницької ферми колгоспу імені Карла Маркса Покровського району Дніпропетровської області. Депутат Верховної Ради УРСР 1–2-го скликань (1938–1947).

## Біографія
Народилася 1906 року в родині селянина-бідняка в селі Олександрівка, Покровський район, Дніпропетровська область, Україна. З 1918 року наймитувала, працювала в господарстві батька в селі Олександрівці Катеринославської губернії.
З 1929 по 1935 рік — колгоспниця рільничої бригади, з 1935 по 1938 рік — доярка молочно-товарної ферми колгоспу імені Карла Маркса села Олександрівки Покровського району Дніпропетровської області.
26 червня 1938 року обрана депутатом Верховної Ради УРСР 1-го скликання по Васильківській виборчій окрузі № 218 Дніпропетровської області.
З 1938 по 1941 рік — завідувач молочно-товарної ферми колгоспу імені Карла Маркса села Олександрівки Покровського району Дніпропетровської області.
Член ВКП(б) з 1938 року.
Під час німецько-радянської війни в 1941–1944 роках перебувала в евакуації у Саратовській області РРФСР, працювала завідувачем ферми колгоспу «Красная звезда» села Кірове Комсомольського району. У 1944 році повернулася на Дніпропетровщину.
З 1944 року — завідувач молочно-тваринницької ферми колгоспу імені Карла Маркса села Олександрівки Покровського району Дніпропетровської області.

## Нагороди
- медаль «За трудову доблесть» (7.02.1939)